# 2Day
2Day est une web-série de science-fiction créée par Ben Wiener et Manu De Maleprade, réalisée par Ben Wiener et sortie en 2014.

## Synopsis
Quentin découvre un matin qu’il a le pouvoir de vivre chaque journée deux fois. Au fil des épisodes, ce lycéen va utiliser cette capacité, et apprendre à le faire de façon intelligente.
La tentation est grande d’en profiter, mais le messager de ses nuits va l’aider à assumer avec sagesse ses responsabilités.

## Fiche technique
- Producteur : Benoit Wiener et Ben Wiener
- Réalisation : Ben Wiener
- Scénario : Ben Wiener et Manu de Maleprade
- Chef Op : Guillaume Chaumet
- Monteur : David Placide

## Distribution
- Alix Bénézech : Sophie
- Arnaud Vallens : Bogadov
- Mylène Crouzilles : Mylène
- Lara Mistretta : Manon
- Nicolas ii Phongpheth : Alex
- Jérôme Arcier : Quentin